# Padlí
Padlí (Erysiphales) je řád vřeckovýtrusných hub z podtřídy Leotiomycetidae. Zahrnuje jedinou čeleď, Erysiphaceae, do níž je řazeno množství hospodářsky významných parazitických hub. „Padlí“ je označení pro tyto houby, ale i pro onemocnění, jež způsobují.

## Popis
Erysiphales jsou obligátní ektoparazité cévnatých rostlin, tzn. nedokáží růst a rozmnožovat se nezávisle na svých hostitelských rostlinách. V typickém případě připomínají bílé a zdánlivě moučnaté skvrny, které najdeme na různých částech těl rostlin (květy, plody, listy, atd). Tyto chomáčky jsou tvořeny houbovými vlákny, jež vysílají dovnitř rostliny (do jejich peridermu) tzv. haustoria umožňující sání vody a organických látek.

## Životní cyklus
Padlí se šíří zpravidla pomocí konidií, které jsou unášeny nejčastěji větrem. Do rostliny prorůstají haustoria, na povrchu se tvoří kruhovité kolonie bílé, nažloutlé až červené či hnědé barvy. Po určité době vznikají nepohlavní (konidiofory) nebo pohlavní orgány (gametangia), po oplození se vyvíjí vřecka (tz. chasmothecia). Ve zralých vřeckách se nachází výtrusy vzniklé pohlavní cestou.